# Sommerberg (Wipperfürth)
Sommerberg ist eine Ortschaft in der Gemeinde Wipperfürth im Oberbergischen Kreis im Regierungsbezirk Köln in Nordrhein-Westfalen (Deutschland).

## Lage und Beschreibung
Der Ort liegt im Südwesten der Stadt Wipperfürth an der Stadtgrenze zu Kürten nahe der Bundesstraße 506, die im Mittelalter ein bedeutender Heerweg zwischen Köln und Soest war. Der Ort liegt an der Wasserscheide zwischen der Großen Dhünn und der Kürtener Sülz. Die Sülzüberleitung führt unterirdisch westlich des Ortes vorbei. Am südlichen Ortsrand entspringt ein Nebengewässer des in die Kürtener Sülz mündenden Burgheimer Baches. Nachbarorte sind Grunewald, Hamböcken, sowie die zu Kürten gehörenden Orte Dicke und Laudenberg.
Der Ort gehört zum Gemeindewahlbezirk 160 und damit zum Wahlbezirk Wipperfeld.

## Geschichte
1548 wird der Ort erstmals unter der Bezeichnung „zom Sommerberche“ in den Listen der bergischen Spann- und Schüppendienste genannt. Die Topographische Aufnahme der Rheinlande von 1824 verwendet bereits die Ortsbezeichnung Sommerberg und zeigt auf umgrenztem Hofraum drei getrennt voneinander liegende Grundrisse.

## Busverbindungen
Über die an der Bundesstraße 506 gelegene Haltestelle Ente der Linie 427 (VRS/OVAG) ist Sommerberg an den öffentlichen Personennahverkehr angebunden.